# Área metropolitana de Akron
El área metropolitana de Akron o Área Estadística Metropolitana de Akron, OH MSA, como la denomina oficialmente la Oficina de Administración y Presupuesto, es un Área Estadística Metropolitana centrada en la ciudad de Akron, en el estado estadounidense Ohio. Tiene una población de 703.200 habitantes según el Censo de 2010, convirtiéndola en la 72.º área metropolitana más poblada de los Estados Unidos.

## Composición
Los 2 condados del estado de Ohio que componen el área metropolitana, junto con su población según los resultados del censo 2010:
- Portage – 161.419 habitantes
- Summit– 541.781 habitantes

## Área Estadística Metropolitana Combinada
El área metropolitana de Akron es parte del Área Estadística Metropolitana Combinada de Cleveland-Akron-Elyria, OH CSA junto con:
- El Área Estadística Metropolitana de Cleveland-Elyria-Mentor, OH MSA; y
- El Área Estadística Micropolitana de Ashtabula, OH µSA

## Principales comunidades del área metropolitana
Ciudad principal o núcleo
- Akron

Otras comunidades con más de 25.000 habitantes
- Barberton
- Cuyahoga Falls
- Kent
- Stow